# 54a Divisió (Exèrcit Popular de la República)
La 54a Divisió va ser una de les divisions de l'Exèrcit Popular de la República que es van organitzar durant la Guerra Civil espanyola sobre la base de les Brigades Mixtes. Va arribar a operar al front de Llevant.

## Historial
Durant 1937 en el front Nord ja havia existit una divisió que va emprar aquesta numeració.
En la primavera de 1938, en el si del IX Cos d'Exèrcit, es va crear una divisió que va rebre la numeració «54». El seu primer comandant en cap va ser el tinent coronel Martín Calvo Calvo. Va quedar composta per les brigades mixtes 180a, 181a i 182a, de nova creació. Algun temps després va ser enviada al capdavant de Llevant, on va quedar enquadrada en el XIII Cos d'Exèrcit. Va arribar a participar en els combats de Llevant, resistint l'ofensiva franquista que tractava de conquistar València. Durant les operacions la unitat va tenir una destacada actuació, arribant a ser felicitada per les autoritats republicanes. L'11 d'agost de 1938 el comandament de la unitat va passar al major de milícies Francisco Fervenza. Durant la resta de la contesa la unitat va romandre inactiva en el front de Llevant.

## Comandaments
Comandants
- Tinent coronel Martín Calvo Calvo;[5][8]
- Major de milícies Francisco Fervenza Fernández;[7]

Comissaris
- Eleuterio Dorado Lanza, d'IR;[9]

Caps d'Estat Major
- Major de milícies José García Benedito;
- Major de milícies Gonzalo Castelló Gómez-Trevijano;

## Ordre de batalla
| Data               | Cos d'Exèrcit adscrit | Brigades Mixtes integrades | Front de batalla |
| ------------------ | --------------------- | -------------------------- | ---------------- |
| 30 d'abril de 1938 | IX Cos d'Exèrcit      | 180a, 181a i 182a          | Andalusia        |
| Agost de 1938      | XIII Cos d'Exèrcit    | 180a, 181a i 182a          | Llevant          |